# Ľubomír Reiter
Ľubomír Reiter (* 3. prosince 1974 Stropkov, Československo) je bývalý slovenský fotbalový útočník a reprezentant a současný fotbalový trenér.
Mimo Slovensko působil na klubové úrovni v České republice a USA.

## Klubová kariéra
Reiter začal s profesionálním fotbalem v Tatranu Prešov (1996–1999), poté jeho kroky směřovaly do MŠK Žilina. V roce 2001 odešel do Sigmy Olomouc, kde se v sezoně 2003/04 stal s 15 přesnými zásahy druhým nejlepším střelcem v Gambrinus lize. V roce 2005 přestoupil do Chicaga Fire v americké Major League Soccer, ale jeho účinkování zde nebylo příliš úspěšné (vstřelil jen 3 branky) a následoval jeho návrat na Slovensko. Začátkem roku 2006 zamířil do Artmedie Bratislava. V roce 2007 přestoupil do SK Slavie Praha, kde mu ale hostování nebylo změněno v přestup a útočník se tak vrátil do mateřského klubu. Svou roli v tom sehrálo zranění, měl posunutou plotýnku.

## Reprezentační kariéra
Od roku 2001 byl členem slovenského reprezentačního A-mužstva. Debutoval 7. 10. 2001 ve Skopje v kvalifikačním zápase proti domácí reprezentaci Makedonie, k výhře 5:0 dopomohl jedním vstřeleným gólem. Celkem odehrál v letech 2001–2005 za slovenský národní tým 28 zápasů a vstřelil 9 branek.

## Trenérská kariéra
Po konci aktivní hráčské kariéry si potřeboval od fotbalu odpočinout a začal se věnovat realitám. Po dvou letech se k fotbalu vrátil, v Bratislavě si udělal v roce 2013 trenérskou A-licenci, v ukrajinském Kyjevě si dělá PRO-licenci.
Začal trénovat tým MŠK Tesla Stropkov, kde působil v začátcích své kariéry jako hráč. Na jaře 2015 působil u mládeže Bardejova a od července 2015 vede mládežnický tým Tatranu Prešov.